# Rebel bez příčiny

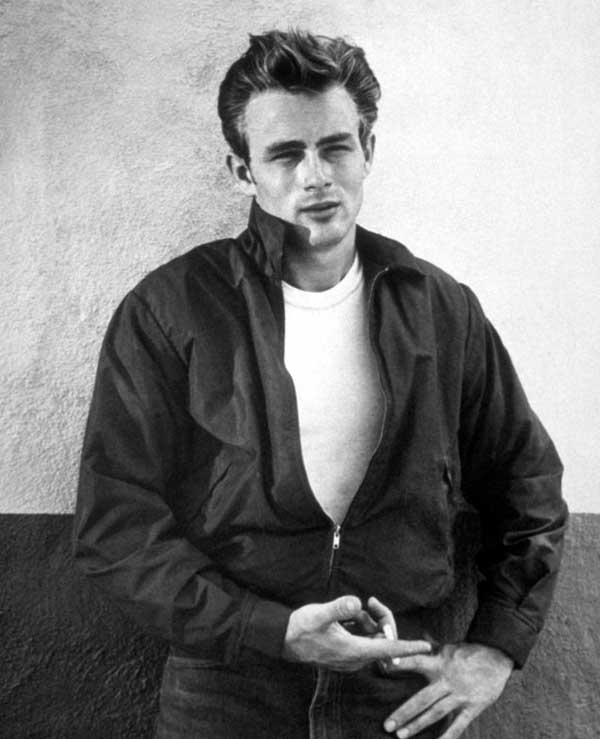
James Dean ve filmu Rebel bez příčiny

Rebel bez příčiny je americký dramatický film z roku 1955 o emocionálně zmateném předměstském středostavovském teenagerovi, jehož ztvárnil James Dean. 
Film, který režíroval Nicolas Ray, nabídl jak sociální komentář, tak alternativu předchozích filmů zobrazujících delikventy v prostředí městských slumů. Kromě Jamese Deana hráli v hlavních rolích i Sal Mineo a Natalie Wood.
Film byl průlomovým pokusem zobrazit morální úpadek americké mládeže, kritizovat rodičovský přístup a prozkoumat rozdíly a konflikty mezi generacemi. Jednalo se o filmovou adaptaci knihy psychiatra Roberta M. Lindnera z roku 1944 Rebel Without a Cause: The Hypnoanalysis of a Criminal Psychopath (Rebel bez příčiny: Hypnoanalýza kriminálního psychopata), nicméně na knihu není ve filmu žádný odkaz. Společnost Warner Bros. uvedla film do kin 27. října 1955.
Během let snímek dosáhl díky Jamesi Deanovi statusu kultovního filmu.